# Iwan Lutanow
Iwan Lutanow, bułg. Иван Лутанов (ur. 29 czerwca 1990) – bułgarski siatkarz, grający na pozycji środkowego. Obecnie występuje w drużynie SKV Montana.

## Sukcesy klubowe
Mistrzostwo Bułgarii:
- 2009
- 2010, 2016, 2017
- 2013, 2015, 2018

Puchar Bułgarii:
- 2012, 2014